# Alpski nagnoj
Alpski nagnoj (znanstveno ime Laburnum alpinum) je listopadni grm iz družine metuljnic, ki je razširjen po Evropi in tudi Sloveniji.

## Opis
Alpski nagnoj je grm, ki je na prvi pogled podoben sorodnemu navadnemu nagnoju, od katerega se najhitreje loči po golih mladikah in strokih. V višino doseže do 6 metrov in ima gladko skorjo in nekoliko povešene veje. Listi so sestavljeni iz treh ovalnih lističev, ki so pritrjeni na dolge peclje. Cvetovi so zbrani v grozdasta socvetja rumene barve. Rastlina cveti od maja do julija. Plodovi so goli, ploščati stroki, v katerih so sprva zelena, nato pa sijoče črna semena, ki dozorijo v septembru ali oktobru.

## Razširjenost in uporabnost
Alpski nagnoj je samonikel v osrednji in južni Evropi, od koder so ga zanesli tudi na Škotsko, kjer je sedaj naturaliziran. Najbolje uspeva na odcedni in peščeni do polpeščeni podlagi, vendar pa preživi tudi na ilovnati in nerodovitni zemlji. Lahko uspeva na osenčenih in sončnih legah, dobro prenaša veter in onesnažen zrak, ne prenaša pa soli. V Sloveniji je alpski nagnoj najbolj pogosta vrsta nagnoja.
Cela rastlina vsebuje toksin citizin, ki ob zaužitju povzroča slabost, bruhanje, hipertenzijo, midriazo, znojenje in epileptične krče, kar lahko vodi v nezavest, paralizo mišic in dihalno odpoved ter posledično lahko povzroči smrt.